# Yanara Aedo
Yanara Kinda Nicole Aedo Muñoz (sinh ngày 5 tháng 8 năm 1993) là một nữ cầu thủ bóng đá người Chile. Cô chơi bóng với vai trò là tiền đạo cho đội bóng Valencia CF Femenino thuộc giải Primera División cũng như đội tuyển bóng đá nữ quốc gia Chile.

## Sự nghiệp câu lạc bộ
Aedo rời Colo-Colo và đầu quân cho đội bóng đá nữ Mỹ là Washington Spirit vào tháng 1 năm 2015. Cô đã giúp đội dự bị của câu lạc bộ giành chức vô địch mùa giải USL W-League 2015, ghi hai bàn trong chiến thắng chung cuộc 2-1 trước Colorado Pride.
Vào tháng 9 năm 2016, cô chuyển chơi bóng cho câu lạc bộ đang chơi tại giải đấu Primera División của Tây Ban Nha, Valencia CF Femenino. Vào ngày 27 tháng 6 năm 2017, Washington Spirit thông báo họ đã ký tiếp hợp đồng với Aedo. Cô được đội Spirit giải phóng hợp đồng vào ngày 21 tháng 6 năm 2018.
Vào ngày 13 tháng 7 năm 2018, Aedo trở lại Valencia CF Femenino, câu lạc bộ mà cô đã từng chơi bóng trong giai đoạn 2016 - 2017.

## Sự nghiệp quốc tế
Vào tháng 9 năm 2010, Aedo cùng đội tuyển Chile dự Giải vô địch bóng đá nữ U-17 thế giới 2010. Sau đó cô là thành thành viên của đội bóng gồm 20 cầu thủ đại diện cho Chile tham gia Giải vô địch bóng đá nữ Nam Mỹ 2010 tại Ecuador. Cô ghi bàn mở tỉ số trong chiến thắng 3-1 của Chile trước Peru. Aedo ghi ba bàn tại Giải vô địch bóng đá nữ Nam Mỹ 2018, giải đấu giúp Chile lần đầu tiên tham dự FIFA World Cup Bóng đá nữ.